# Pont des neuf arcs
Le Pont des neuf arcs (en hongrois : kilenclyukú híd, mot à mot « pont à neuf trous ») est un pont en arc situé dans la Grande Plaine septentrionale, en Hongrie. Il est considéré comme le symbole le plus important du Parc national de Hortobágy, un territoire classé au patrimoine mondial depuis 1999. Il s'agit du plus long pont routier construit en pierre dans le Royaume de Hongrie d'avant la Première Guerre mondiale. Il a été construit entre 1827 et 1833 dans un style néo-classique.
La distance entre les deux piliers de chaque côté de la rivière Hortobágy est de 92,13 mètres, tandis que la longueur totale est de 167,3 mètres. Le pont dispose d'une entrée plus large de chaque côté. Cela permet au gardien de troupeaux de faire entrer plus facilement ses animaux dans l'ouverture en forme d'entonnoir.
Le prédécesseur du Pont des neuf arcs, une structure en bois construite en 1697, s'était détérioré au fil du temps en raison de la densité de la circulation, et ne correspondait plus à ce que l'on en attendait. Les réparations étaient de plus en plus fréquentes et l'entretien de plus en plus coûteux. En 1825, la ville voisine de Debrecen décida de démanteler le pont en bois et de construire un nouveau pont en pierre à la place. Après examen de différents projets de pont, celui de Ferenc Povolny fut accepté. La construction du pont dura de 1827 à 1833, et le pont en bois fut alors démantelé.

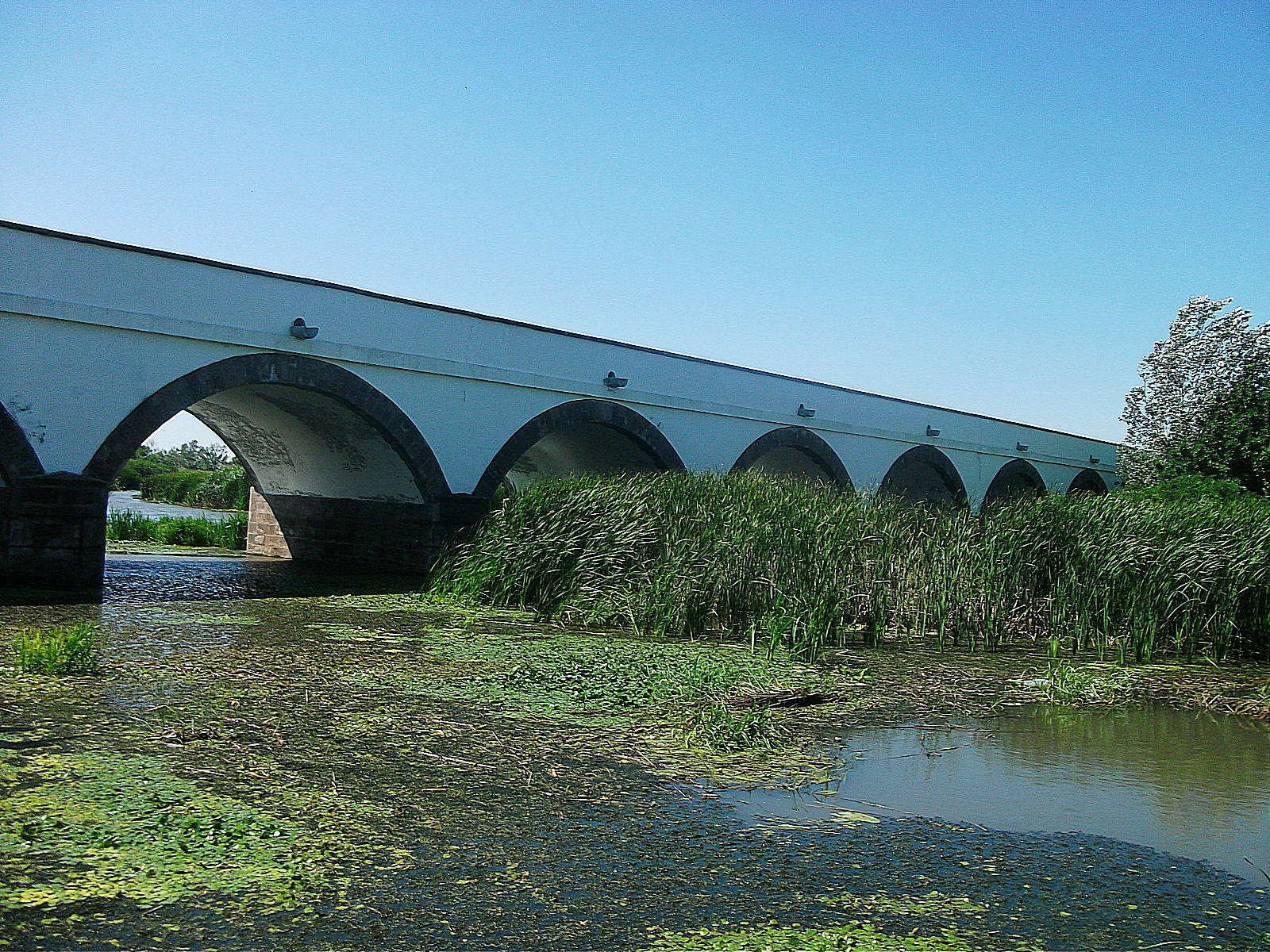
La rivière et le dessous des arches
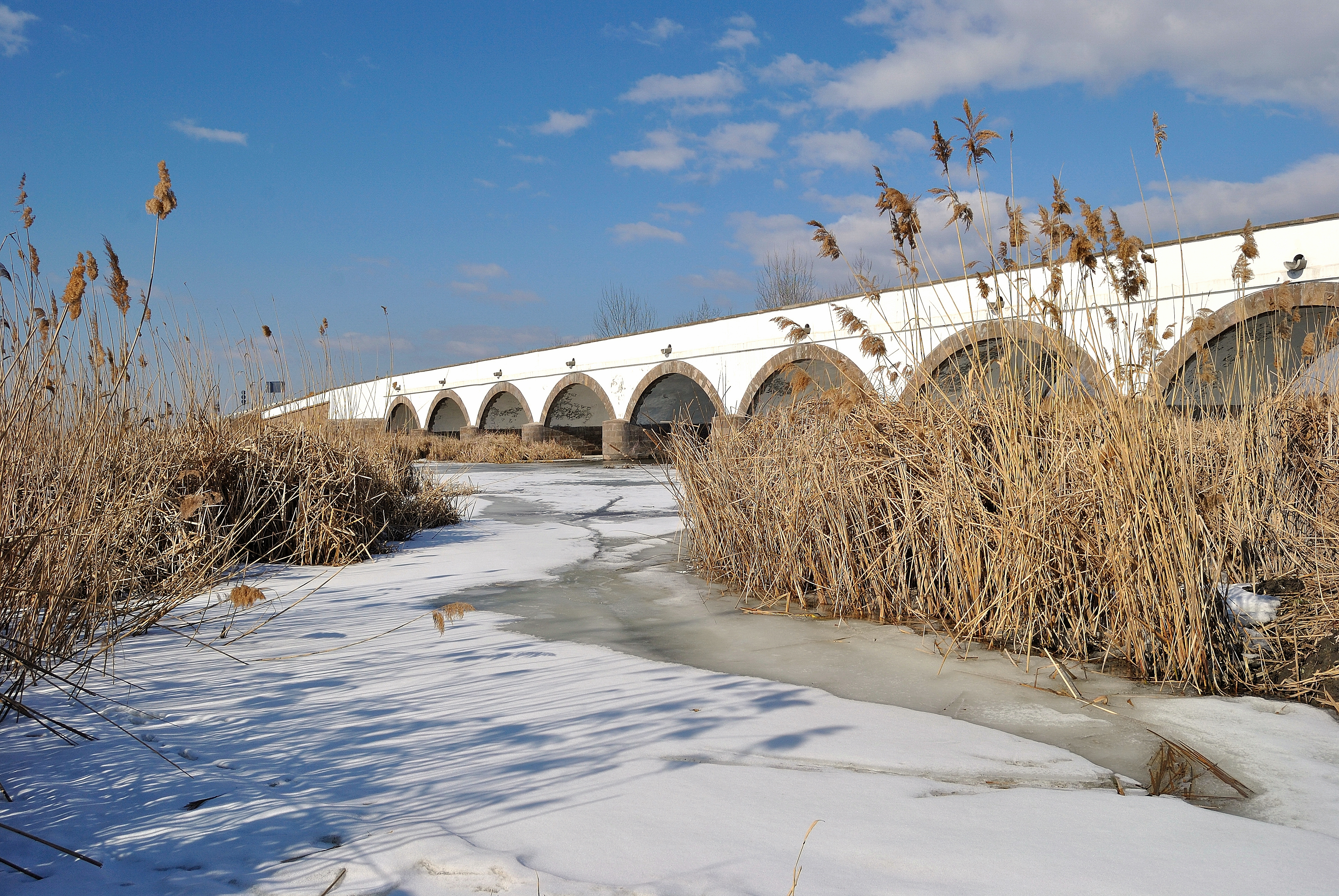
En hiver
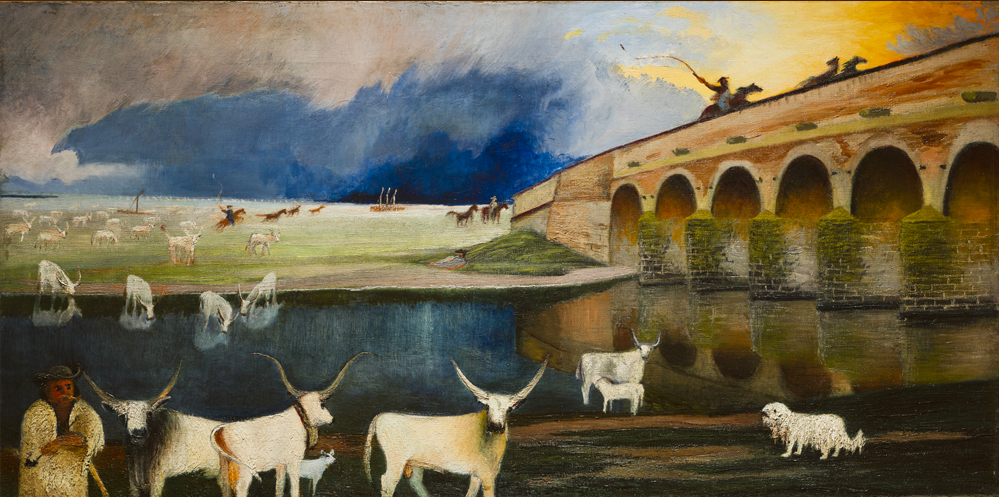
Tivadar Kosztka Csontváry : Orage sur le Hortobágy (1903)